# Zoran Pingel
Zoran Pingel (Amburgo, 17 marzo 1999) è un attore tedesco.

## Biografia
Zoran Pingel ha frequentato la scuola teatrale di Niendorf , diplomandosi nel 2015.

## Filmografia
- Tatort: Borowski und die Kinder von Gaarden - regia di Florian Gärtner (2015)
- La maledizione del re nero - regia di Christian Theede (2017)
- Squadra Speciale Cobra 11 - serie TV (1 episodio) (2017)
- Bella Block: Am Abgrund - regia di Rainer Kaufmann (2018)
- Morden im Norden - serie tv (1 episodio) (2018)
- Dogs of Berlin - serie TV (2019)
- Sløborn - serie TV (2020)
- Kitz - serie TV (2021)
- Die Gänseprinzessin (2022) - regia di Frank Stoye
- Il Grifone - serie TV (6 episodi) (2023)